# Incredibilii 2
Incredibilii 2 este un film american de animație pe computer cu super-eroi, produs de Pixar Animation Studios și distribuit de Walt Disney Pictures. Scenariul și regia îi aparțin lui Brad Bird, fiind continuarea peliculei de mare succes  Incredibilii (2004) și a doua parte a francizei Incredibilii. Povestea se axează pe soarta familiei Parr care continuă din răsputeri să restabilească ordinea și echilibrul încercând cu stoicism să lupe pentru restabilirii climatului lor familial și să oprească un pericol iminent care ar urma să afecteze bunăstarea tuturor supereroilor din lume. 
Craig T. Nelson, Holly Hunter, Sarah Vowell și Samuel L. Jackson revin în rolurile care i-au consacrat, ; iar paleta de voci noi îi aduce laolaltă pe Huckleberry Milner (ce îl înlocuiește pe Spencer Fox), Bob Odenkirk, Catherine Keener și Jonathan Banks (înlocuindu-l pe Bud Luckey). Michael Giacchino semnează coloana sonoră a filmului.
Incredibilii 2 a avut premiera națională în Los Angeles, pe 5 iunie 2018 iar ulterior acestei premiere a fost lansat în Statele Unite ale Americii pe 15 iunie 2018 în formatele: 3D, Dolby Cinema, IMAX. În România filmul a avut premiera pe 27 iulie 2018, în format 3D (subtitrat și dublat), IMAX 3D (subtitrat), 4DX 3D (dublat) și Dolby Atmos.

## Distribuție
- Craig T. Nelson - Bob Parr / Dl Incredibil.[5]
- Holly Hunter - Helen Parr /Fata Elastică[6]
- Sarah Vowell - Violet Parr.[5]
- Huckleberry Milner - Dashiell "Dash" Parr.[5]
- Eli Fucile - Jack-Jack Parr.
- Samuel L. Jackson - Lucius Best / Frozone.[7]
- Bob Odenkirk - Winston Deavor.[8][9][10]
- Catherine Keener - Evelyn Deavor.[8][9][10]
- Bill Wise - băiatul ce livrează pizza.[11][12]
- Brad Bird - Edna Mode.[5]
- Jonathan Banks - Rick Dicker.[9][10]
- Michael Bird - Tony Rydinger.[12]
- Sophia Bush - Karen / Voyd.[9][10]
- Phil LaMarr - Krushauer și He-Lectrix.[13]
- Paul Eiding - Gus Burns / Reflux.[13]
- Angelina Hantseykins  - Ambasadoarea.[9][14]
- John Ratzenberger - Subminatorul.[13]
- Barry Bostwick - Primarul
- Jere Burns - Detectivul No. 1
- Adam Rodriguez - Detectivul No. 2
- Kimberly Adair Clark - Honey Best, soția lui Frozen.[12]
- Usher - Valetul cel mai bun a lui Lucius[15]